# Tommy Hanné
Rolf Göran Tommy Hanné född 4 februari 1947 i Solna, död 28 mars 2014 i Sigtuna, var en svensk travtränare och travkusk. Under hela sin karriär verkade Hanné med sin licens knuten till Solvalla. Han tog totalt 2 253 segrar.

## Karriär
Som lärling skolades Hanné av tränarparet Berndt Lindstedt och Håkan Wallner och den första segern kom med Sheila Deaner på Sundbyholms travbana den 5 juni 1966. Fem år senare startade Hanné sin egen tränarrörelse. Hans egentränade Sabina Scotch och Progressiv segrade båda i Konung Gustaf V:s Pokal, och Hanné fick även in internationella storstjärnor som Keystone Sycamore och Zorrino i träning. De senare deltog Hanné i Elitloppet med 1978 och 1982.
Hanné blev känd för förmågan att utveckla ston och bland några av de främsta som bar hans signum kan nämnas Lucky Day, Petit Choux, Gloria Brodda och Evita Guvijo. Han även känd för sina träningsmetoder. Han var en pionjär med tryckvagnsträning och den intervallträningsmetodik på rakbana han praktiserade på sin träningscamp Furuby.
Hanné körde fyra upplagor av Elitloppet (1978, 1982, 1993 och 1994). Av dessa var en tredjeplats i ett kvalheat 1982 den bästa placeringen.
På senare år var Flying Herkules ett av Hannés affischnamn.

### Sjukdom
2011 fick Hanné beskedet att han led av obotlig form cancer, och drog ner rejält på sin verksamhet. Han fortsatte dock att både träna och köra lopp under sjukdomstiden och vann sitt sista lopp drygt en månad innan han gick bort 2014, då han avled i lungcancer.
 Han är begravd på Vårfrukyrkogården i Enköping. Efter hans död tog dottern Li Hanné över hans träningsverksamhet.